# Trần Đức Dương
Trần Đức Dương (2 maggio 1983) è un ex calciatore vietnamita, di ruolo centrocampista.

## Carriera

### Club
Comincia a giocare al Nam Định. Nel 2011 si trasferisce al Vicem Hải Phòng. Nel 2012 passa all'HAGL. Nel 2015 viene acquistato dal Vicem Hải Phòng.

### Nazionale
Ha debuttato in nazionale il 13 gennaio 2007, in Singapore-Vietnam (0–0). Ha messo a segno la sua prima rete con la maglia della nazionale il 24 giugno 2007, nell'amichevole Vietnam-Giamaica (3–0). Ha partecipato, con la nazionale, alla Coppa d'Asia 2007. Ha collezionato in totale, con la maglia della nazionale, 7 presenze e una rete.